# Wolf-Heinrich Hucho
Wolf-Heinrich Hucho (* 1935 in Leipzig) ist ein deutscher Ingenieur und Aerodynamik-Experte.

## Lebenslauf
Wolf-Heinrich Husso legte 1955 das Abitur an der Hermann-Tast-Schule in Husum ab und begann nach einem Maschinenschlosserpraktikum ein Maschinenbaustudium an der damaligen TH Braunschweig. Praktische Erfahrung während seinem Studium sammelte er bei Arbeitstätigkeiten auf einer Werft, im Motorenbau und als Ingenieur-Assistent auf See. Nach seinem Abschluss als Diplom-Ingenieur 1961 nahm er eine Assistenzstelle bei Hermann Schlichting am Institut für Strömungsmechanik an.
Mit dem Thema Untersuchungen über den Einfluß einer Heckschraube auf die Druckverteilung und die Grenzschicht schiffsähnlicher Körper promovierte Hucho 1967 zum Dr.-Ing. und trat im Folgejahr seine erste Arbeitsstelle als Entwicklungsingenieur Aerodynamik und Antriebstechnik bei der Volkswagen AG an.
Nach weiteren Tätigkeiten im Forschungs- und Entwicklungsbereich bei verschiedenen Zulieferern der Automobilindustrie machte er sich ab 1986 als freiberuflicher Berater, Journalist und Publizist für Automobil-, Eisenbahn-, Flugzeug- und Schifffahrtsthemen selbstständig.
Das von Hucho herausgegebene und 1981 erstmal erschienene Lehrbuch Aerodynamik des Automobils entwickelte sich zu einem Standardwerk und liegt mittlerweile in der 7. Auflage (2025) vor.
2012 übernahm er von der TU Braunschweig einen offenen Modellwindkanal, den er bis 2015 an seinem Wohnort Schondorf am Ammersee unter dem Namen AeroWolf-Rauchkanal betrieb und für physikalische Demonstrationen oder Untersuchungen zur Verfügung stellte. Zum Wintersemester 2017/18 wurde der Kanal an der Ostbayerischen Technischen Hochschule (OTH) in Regensburg installiert.

## Werke
- als Herausgeber: Aerodynamik des Automobils. Vogel-Verlag, Würzburg 1981, ISBN 3-8023-0642-2.
- mit Ed. J. C. A. van Ditshuizen: Automotive testing facility : vehicle aerodynamics in the German-Dutch Wind Tunnel (DNW). Emmeloord 1990, DNB 959167994.
- Aerodynamik der stumpfen Körper : physikalische Grundlagen und Anwendungen in der Praxis. Vieweg + Teubner, Wiesbaden 2002, ISBN 3-528-06870-1.